# Пейшова, Даниэла
Даниэла Пейшова (чеш. Daniela Pejšová; род. 14 августа 2002, Теплице) — чешская хоккейная защитница, игрок «Бостон Флит» и сборной Чехии. Двукратный бронзовый призёр чемпионатов мира (2022, 2023), бронзовый призёр Универсиады 2023 года. Двукратная чемпионка Швеции в составе «Лулео-МССК» (2022/23, 2023/24). На чемпионате мира 2022 года была признана лучшей защитницей турнира и вошла в его символичекую сборную «всех звёзд». На драфте PWHL 2024 года была выбрана командой «Бостон Флит» под общим седьмым номером.